# تپه بادی یوسفی
تپه بادی یوسفی مربوط به دوره اشکانیان - دوره ساسانیان است و در شهرستان دورود، بخش سیلاخور، دهستان چالانچولان، ۷۰۰ متری شمال شرق بهزاد آباد واقع شده و این اثر در تاریخ ۲۸ شهریور ۱۳۸۶ با شمارهٔ ثبت ۱۹۵۳۹ به‌عنوان یکی از آثار ملی ایران به ثبت رسیده‌است.